# 7332 Ponrepo
7332 Ponrepo este un asteroid din centura principală de asteroizi.

## Descriere
7332 Ponrepo este un asteroid din centura principală de asteroizi. A fost descoperit pe 4 decembrie 1986 la Observatorul Kleť de Antonín Mrkos. Asteroidul prezintă o orbită caracterizată de o semiaxă mare de 2,22 ua, o excentricitate de 0,07 și o înclinație de 5,7° în raport cu ecliptica.